# توماس رو
سر توماس رو (انگلیسی: Thomas Roe؛ زاده، حدود ۱۵۸۱ - درگذشته، ۶ نوامبر ۱۶۴۴)، دیپلمات انگلیسی دوره الیزابت و ژاکوبین بود. سفرهای «رو» به عنوان سفیر از آمریکای مرکزی تا هند متغیر بود. او نماینده انگلستان در امپراتوری مغول، امپراتوری عثمانی و امپراتوری مقدس روم بود. وی در زمان‌های مختلف بین سال‌های ۱۶۱۴ تا ۱۶۴۴ در مجلس عوام، نماینده بود.